# Jerzy Artur Bednarczyk
Jerzy Artur Bednarczyk (zm. w maju 2021) – polski specjalista w zakresie górnictwa odkrywkowego, prof. dr. hab. inż.

## Życiorys
W 1980 nadano mu tytuł profesora nauk technicznych. Był zastępcą dyrektora Instytutu Górnictwa Odkrywkowego „Poltegor – Instytut”, a także członkiem Komitetu Zrównoważonej Gospodarki Surowcami Mineralnymi Polskiej Akademii Nauk.